# Nebelhorn Trophy de 2004
Nebelhorn Trophy de 2004 foi a trigésima sexta edição do Nebelhorn Trophy, um evento anual de patinação artística no gelo organizado pela União Alemã de Patinação no Gelo (em alemão:  Deutsche Eislauf-Union). A competição foi disputada entre os dias 2 de setembro e 5 de setembro, na cidade de Oberstdorf, Alemanha.

## Eventos
- Individual masculino
- Individual feminino
- Duplas
- Dança no gelo

## Medalhistas
| Evento                        | Ouro                                            | Prata                                      | Bronze                                              |
| Individual masculino detalhes | Marc-André Craig · Canadá                       | Alexander Kondakov · Rússia                | Christopher Toland · Estados Unidos                 |
| Individual feminino detalhes  | Louann Donovan · Estados Unidos                 | Alisa Drei · Finlândia                     | Mira Leung · Canadá                                 |
| Duplas detalhes               | Marcy Hinzmann · Aaron Parchem · Estados Unidos | Pascale Bergeron · Robert Davison · Canadá | Aliona Savchenko · Robin Szolkowy · Alemanha        |
| Dança no gelo detalhes        | Lydia Manon · Ryan O'Mera · Estados Unidos      | Martine Patinaude · Pascal Denis · Canadá  | Phillipa Towler-Green · Phillip Poole · Reino Unido |

## Resultados

### Individual masculino
| Pos.              | Nome                 | Nacionalidade       | Pontos | PC         | PL         |
| ----------------- | -------------------- | ------------------- | ------ | ---------- | ---------- |
| Medalha de ouro   | Marc-André Craig     | Canadá              | 187.37 | 63.46 (1)  | 123.91 (1) |
| Medalha de prata  | Alexander Kondakov   | Rússia              | 167.82 | 52.52 (9)  | 115.30 (2) |
| Medalha de bronze | Christopher Toland   | Estados Unidos      | 162.01 | 54.57 (5)  | 107.44 (3) |
| 4                 | Andrei Lezin         | Rússia              | 160.84 | 60.59 (2)  | 100.25 (7) |
| 5                 | Jamal Othman         | Suíça               | 159.43 | 54.80 (4)  | 104.63 (4) |
| 6                 | Derrick Delmore      | Estados Unidos      | 157.84 | 60.51 (3)  | 97.33 (8)  |
| 7                 | Braden Overett       | Estados Unidos      | 156.33 | 53.72 (7)  | 102.61 (5) |
| 8                 | Trifun Zivanovic     | Sérvia e Montenegro | 153.86 | 53.04 (8)  | 100.82 (6) |
| 9                 | Sergei Davydov       | Bielorrússia        | 148.44 | 53.74 (6)  | 94.70 (10) |
| 10                | Hirokazu Kobayashi   | Japão               | 139.11 | 51.47 (10) | 87.64 (12) |
| 11                | Maciej Kuś           | Polônia             | 138.82 | 42.56 (15) | 96.26 (9)  |
| 12                | Martin Liebers       | Alemanha            | 137.06 | 47.68 (12) | 89.38 (11) |
| 13                | Konstantin Menshov   | Rússia              | 131.35 | 48.24 (11) | 83.11 (13) |
| 14                | Ari-Pekka Nurmenkari | Finlândia           | 125.08 | 46.81 (13) | 78.27 (14) |
| 15                | Aidas Reklys         | Lituânia            | 115.96 | 42.12 (16) | 73.84 (16) |
| 16                | Steffen Hoermann     | Alemanha            | 115.94 | 45.63 (14) | 70.31 (17) |
| 17                | Christopher Tees     | Reino Unido         | 111.29 | 35.67 (17) | 75.62 (15) |
| 18                | Christian Rauchbauer | Áustria             | 98.95  | 35.44 (18) | 63.51 (18) |
| 19                | Gareth Echardt       | África do Sul       | 93.76  | 31.59 (20) | 62.17 (19) |
| 20                | Tomas Katukevicius   | Lituânia            | 90.98  | 33.20 (19) | 57.78 (20) |

### Individual feminino
| Pos.              | Nome                      | Nacionalidade  | Pontos | PC         | PL         |
| ----------------- | ------------------------- | -------------- | ------ | ---------- | ---------- |
| Medalha de ouro   | Louann Donovan            | Estados Unidos | 132.20 | 50.95 (1)  | 81.25 (3)  |
| Medalha de prata  | Alisa Drei                | Finlândia      | 128.29 | 49.65 (2)  | 78.64 (5)  |
| Medalha de bronze | Mira Leung                | Canadá         | 126.43 | 40.86 (7)  | 85.57 (1)  |
| 4                 | Alissa Czisny             | Estados Unidos | 124.03 | 44.64 (4)  | 79.39 (4)  |
| 5                 | Cynthia Phaneuf           | Canadá         | 123.44 | 41.58 (6)  | 81.86 (2)  |
| 6                 | Lesley Hawker             | Canadá         | 119.69 | 46.36 (3)  | 73.33 (7)  |
| 7                 | Constanze Kemmner         | Alemanha       | 118.62 | 43.95 (5)  | 74.67 (6)  |
| 8                 | Zuzana Babiaková          | Eslováquia     | 109.10 | 40.82 (8)  | 68.28 (10) |
| 9                 | Elina Kettunen            | Finlândia      | 108.47 | 39.89 (9)  | 68.58 (9)  |
| 10                | Sarah-Michelle Villaneuva | Alemanha       | 105.65 | 38.44 (10) | 67.21 (11) |
| 11                | Constanze Paulinus        | Alemanha       | 103.99 | 31.83 (15) | 72.16 (8)  |
| 12                | Jelena Glebova            | Estônia        | 97.53  | 32.18 (14) | 65.35 (12) |
| 13                | Andrea Kreuzer            | Áustria        | 91.39  | 33.48 (13) | 57.91 (14) |
| 14                | Jenna-Anne Buys           | África do Sul  | 85.15  | 26.51 (17) | 58.64 (13) |
| 15                | Dorothee Derroite         | Bélgica        | 83.95  | 33.84 (12) | 50.11 (17) |
| 16                | Kana Kibesaki             | Japão          | 81.22  | 28.75 (16) | 52.47 (16) |
| 17                | Kathryn Hedley            | Reino Unido    | 80.86  | 25.35 (18) | 55.51 (15) |
| 18                | Florence Lux              | Luxemburgo     | 66.25  | 22.82 (19) | 43.43 (18) |
| WD                | Lina Johansson            | Suécia         | —      | 36.05 (11) | — (WD)     |

### Duplas
| Pos.              | Nome                              | Nacionalidade  | Pontos | PC        | PL        |
| ----------------- | --------------------------------- | -------------- | ------ | --------- | --------- |
| Medalha de ouro   | Marcy Hinzmann / Aaron Parchem    | Estados Unidos | 146.44 | 53.46 (1) | 92.98 (1) |
| Medalha de prata  | Pascale Bergeron / Robert Davison | Canadá         | 136.87 | 47.05 (2) | 89.82 (3) |
| Medalha de bronze | Aliona Savchenko / Robin Szolkowy | Alemanha       | 135.40 | 44.46 (5) | 90.94 (2) |
| 4                 | Terra Findlay / John Mattatall    | Canadá         | 131.71 | 45.07 (4) | 86.64 (4) |
| 5                 | Amanda Evora / Mark Ladwig        | Estados Unidos | 128.50 | 46.44 (3) | 82.06 (5) |
| 6                 | Milica Brozovic / Vladimir Futas  | Eslováquia     | 125.03 | 43.70 (6) | 81.33 (6) |

### Dança no gelo
| Pos.              | Nome                                    | Nacionalidade  | Pontos | DC        | DO        | DL        |
| ----------------- | --------------------------------------- | -------------- | ------ | --------- | --------- | --------- |
| Medalha de ouro   | Lydia Manon / Ryan O'Mera               | Estados Unidos | 173.56 | 31.88 (2) | 50.77 (1) | 90.91 (1) |
| Medalha de prata  | Martine Patinaude / Pascal Denis        | Canadá         | 154.57 | 30.45 (3) | 43.62 (3) | 80.50 (2) |
| Medalha de bronze | Phillipa Towler-Green / Phillip Poole   | Reino Unido    | 136.67 | 27.14 (5) | 41.34 (4) | 68.19 (4) |
| 4                 | Ekaterina Rubleva / Ivan Shefer         | Rússia         | 135.27 | 27.48 (4) | 39.26 (5) | 68.53 (3) |
| 5                 | Candice Towler-Green / James Phillipson | Reino Unido    | 119.94 | 24.90 (6) | 35.40 (6) | 59.64 (5) |
| 6                 | Ivana Dlhopolcekova / Hynek Bilek       | Eslováquia     | 104.99 | 23.56 (7) | 27.47 (7) | 53.96 (6) |
| 7                 | Danika Bourne / Alexander Pavlov        | Austrália      | 94.33  | 20.40 (8) | 24.64 (8) | 49.29 (7) |
| WD                | Alexandra Kauc / Michał Zych            | Polônia        | —      | 33.16 (1) | 47.37 (2) | — (WD)    |

## Quadro de medalhas
| Ordem | País           | Medalha de ouro | Medalha de prata | Medalha de bronze |    | Ordem por total |
| ----- | -------------- | --------------- | ---------------- | ----------------- | -- | --------------- |
| 1     | Estados Unidos | 3               |                  | 1                 | 4  | 1               |
| 2     | Canadá         | 1               | 2                | 1                 | 4  | 1               |
| 3     | Finlândia      |                 | 1                |                   | 1  | 3               |
| 3     | Rússia         |                 | 1                |                   | 1  | 3               |
| 5     | Alemanha       |                 |                  | 1                 | 1  | 3               |
| 5     | Reino Unido    |                 |                  | 1                 | 1  | 3               |
| TOTAL | TOTAL          | 4               | 4                | 4                 | 12 | —               |